# Anaplastisk oligodendrogliom
 Denne artikel bør gennemlæses af en person med fagkendskab for at sikre den faglige korrekthed.

Anaplastisk oligodendrogliom er en ondartet form for oligodendrogliom, en tumor i hjernen, der menes at opstå fra oligodendrocytter, en type gliacelle. At en tumor er anaplasisk betyder, at den ikke længere ligner det oprindelige væv (anaplasia kommer fra oldgræsk: ἀνά ana, "tilbage" + πλάσις plasis, "dannelse"). Oligodendrogliomer klassificeres efter hvor hurtigt tumoren vokser. I Verdenssundhedsorganisationens WHO klassificering af hjernetumorer er anaplastisk oligodendrogliom klassificeret som grad III, hvilket indbefatter at den er ondartet og hurtigt kan spredes til andre dele af centralnervesystemet. I løbet af sygdommen kan tumoren udvikle sig til et særdeles malignt oligodendrogliom, grad IV. Grad II oligodendrogliomer er godartede tumorer, der vokser langsomt og kan være til stede i årevis, før de forårsager symptomer. De er normalt kun begrænset til nærliggende væv. Langt de fleste oligodendrogliomer forekommer sporadisk, uden påvist årsag og uden overførsel inden for en familie.

## Tegn og symptomer
Symptomer på oligodendrogliom kan omfatte:
- Kramper
- Hovedpine
- Svaghed i den ene side af kroppen
- Sprogvanskeligheder
- Adfærds- og personlighedsændringer
- Balance- og bevægelsesproblemer
- Hukommelsesproblemer

## Patogenese
Det (maligne) anaplastisk oligodendrogliom tilhører gruppen af diffusion gliomer og opstår i centralnervesystemet (hjerne og rygmarv) fra stamceller fra oligodendrocytter. Denne tumor forekommer overvejende i midten af voksenalderen, med en topforekomst i det 4. og 5. årti af livet.

## Diagnostisk
Den vigtigste diagnostiske metode er magnetisk resonansbilleddannelse (MRI). Af og til, uden for rutinediagnostik, vises stofskiftet i vævet ved hjælp af positronemissionstomografi (PET). Diagnosen bekræftes ved en finvævsundersøgelse efter en operation. Anaplastisk oligodendrogliom viser ofte tab af genetisk materiale. Omkring 50 til 70 % af WHO grad III anaplastiske oligodendrogliomer har kombineret alleliske tab på den korte arm af kromosom 1 (1p) og den lange arm af kromosom 19 (19q).
Denne ændring omtales almindeligvis som en "1p/19q co-sletning". Dette kan betragtes som gavnligt for patienten og øger sandsynligheden for, at de vil reagere på stråling eller kemoterapi. Udtrykket grad III (høj grad) oligodendrogliom omfatter generelt tidligere diagnoser af anaplastisk eller malignt oligodendrogliom.
- Histopatologisk billede af anaplastisk oligodendrogliom i cerebrum. Hæmatoxylin og eosin-farve.
- Zoom, bemærk de uregelmæssige celle- og kerneformer.
- IDH1 R132H i anaplastisk oligodendrogliom

## Behandling
Kirurgi kan hjælpe med at lindre symptomerne forårsaget af tumoren. Det foretrækkes at fjerne tumoren, der er synlig på MR, så fuldstændigt som muligt, forudsat at tumorens placering tillader det. Da cellerne i anaplastisk oligodendrogliom typisk allerede er migreret ind i det omgivende sunde hjernevæv på diagnosetidspunktet, er fuldstændig kirurgisk fjernelse af alle tumorceller ikke mulig. Markøren "1p/19q Codeletion" spiller en stadig vigtigere rolle i udvælgelsen af terapi- og terapikombinationer. Fordi denne tumor er en "indolent sygdom" (en langsomt progressiv sygdom forbundet med ringe eller ingen smerte), og den potentielle sygelighed er forbundet med neurokirurgi, kemoterapi og strålebehandling, vil de fleste neuro-onkologer i første omgang følge et kursus af årvågen vent-og-se og behandle patienter symptomatisk. Symptomatisk behandling omfatter ofte brugen af anti-anfaldsmedicin mod anfald og steroider til hjernehævelse. Til opfølgende behandling har stråling eller kemoterapi med temozolomid eller kemoterapi med procarbazin, CCNU og vincristin (PCV) vist sig at være effektive og har været den mest almindeligt anvendte kemoterapi til behandling af anaplastisk oligodendrogliom.

## Prognose
Relativ 5-årig overlevelsesrate: i alderen 20-44,76%. 45-54 år: 67%. Alder 55-64 år: 45%. Procarbazin, lomustin og vincristin er blevet anvendt siden maj 1975. I 48 år har terapistudier regelmæssigt testet nye behandlingsmuligheder for at forbedre behandlingen af anaplastisk oligodendrogliom.
Endnu (2022) er en endelig kur mod anaplastisk oligodendrogliom af WHO klasse III ikke mulig. En retrospektiv undersøgelse af 1.054 patienter med anaplastisk oligodendrogliom, præsenteret på ASCO's årsmøde i 2009, tyder på, at PCV-behandling kan være effektiv. Hos patienter, der havde den genetiske defekt 1p/19q (området mellem de kromosomale loci 1p og 19q mangler), som ofte er associeret med oligodendrogliale tumorer, var mediantiden til progression længere (7,6 år) efter behandling med procarbazin, lomustin, og vincristin (PCV) alene end efter temozolomid alene (3,3 år); Den mediane samlede overlevelse var også længere ved PCV-behandling end ved temozolomid (ikke opnået vs. 7,1 år).
Det er muligt, at strålebehandling af tumorer, der ikke er blevet fjernet, kan forlænge den samlede tid til progression af sygdommen. Hvis tumormassen trykker på tilstødende hjernestrukturer, vil en neurokirurg normalt fjerne så meget af tumoren, som han eller hun kan, uden at beskadige andre vigtige, sunde hjernestrukturer. Nyere undersøgelser tyder på, at stråling ikke forbedrer den samlede overlevelse (selv når der tages højde for alder, kliniske data, histologisk klassifikation og operationstype).